# Nannonotus brevipennis
Nannonotus brevipennis är en insektsart som beskrevs av Max Beier 1960. Nannonotus brevipennis ingår i släktet Nannonotus och familjen vårtbitare. Inga underarter finns listade i Catalogue of Life.